# Ukrainian Levkoy
Le Levkoy Ukrainien (ukrainien : Український левкой) est une race de chats dont les caractéristiques principales sont ses oreilles repliées vers l'intérieur et peu ou pas de poils. Ces chats sont de taille moyenne avec un corps assez long, paraissant à la fois musclé et élancé. Ils ont une peau douce et élastique qui peut conduire à un aspect ridé. La race n'est reconnue par aucune grande organisation internationale féline mais uniquement par les clubs ukrainiens et russes.
Le Levkoy a un contour angulaire spécial de sa tête, un profil en « escalier » (apparence de tête de chien), des oreilles pliées et des yeux en forme d'amande grands mais pas larges. Ces chats présentent un dimorphisme sexuel.

## Origine
Le Levkoy Ukrainien est une race artificielle et expérimentale récente, initialement développée en Ukraine au début des années 2000 par Elena Biriukova,. Issue du croisement de femelles Donskoy avec des mâles Scottish Fold,, le Levkoy a une apparence distincte et unique. Deux mutations spontanées des gènes dominants FD de chats aux oreilles pliées (apparues chez un simple chat domestique en Écosse) ont été utilisées, ainsi qu'une mutation dominante naturelle spontanée de l'absence de poils ou de calvitie du gène du chat domestique BD en Russie. Les deux étaient apparus au XXe siècle en Écosse et en Russie. Des chats de la race Oriental shorthair et des chats domestiques étaient également utilisés lors de l'accouplement pour obtenir les caractéristiques requises du Levkoy. La race a été reconnue en 2005 en Ukraine par ICFA RUI (Rolandus Union International), puis en Russie en 2010 par l'ICFA WCA. En Ukraine, depuis septembre 2010, il a été estimé que les Levkoy Ukrainiens pourraient recevoir le titre de « Champion » et participer au concours « The Best in Show ». Jusqu'à ce jour, dix Levkoy ont reçu ce titre. En Russie, les premiers titres de « Champion » et « The Best in Show » ont été décernés en 2011. Les autres organisations élèvent cette nouvelle race comme race expérimentale et ces chats ne peuvent donc pas recevoir de prix lors d'expositions félines.

## Caractère

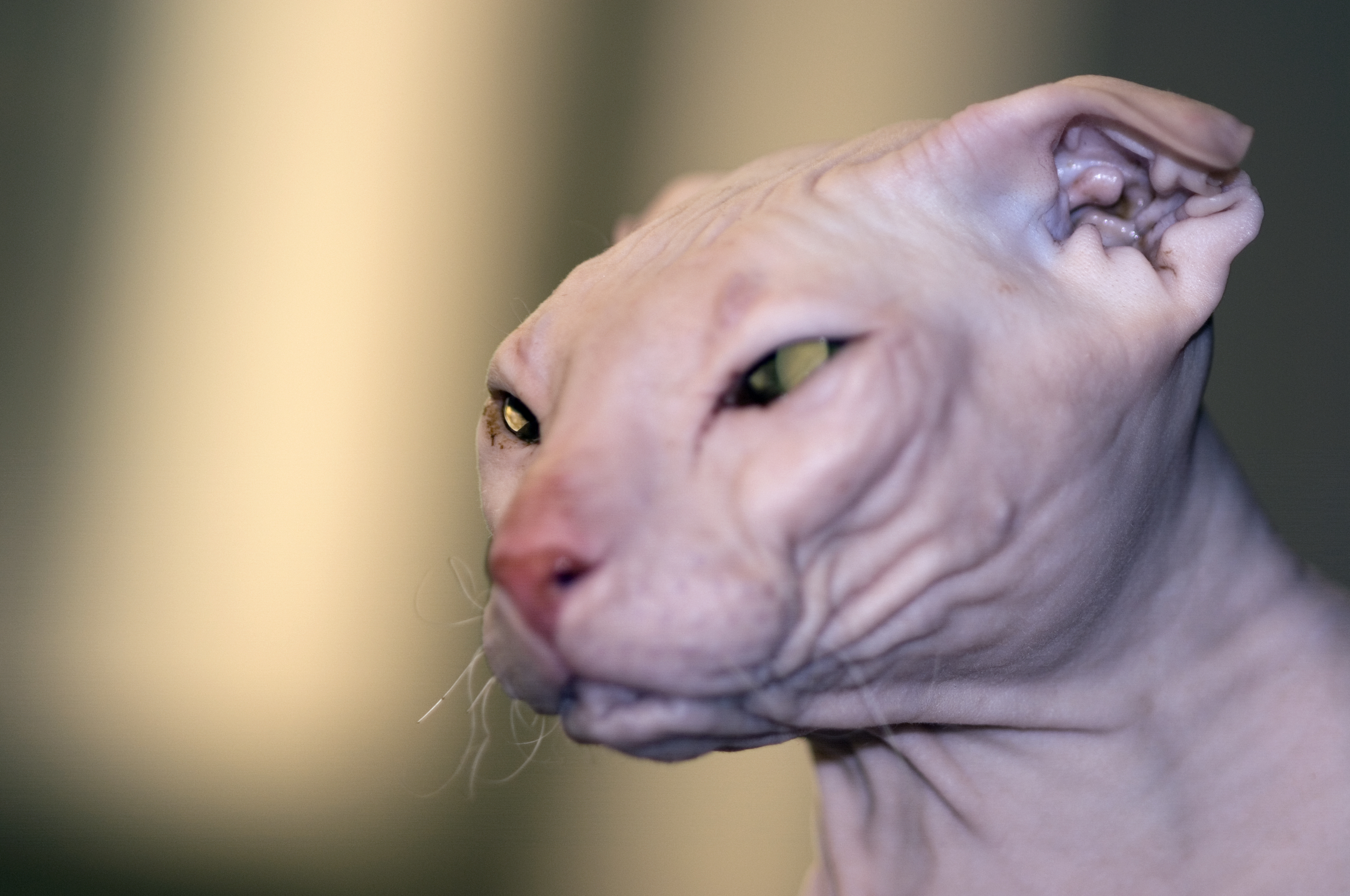
Tête d'un Levkoy Tabby crème.

Les Levkoy Ukrainiens sont des chats amicaux, joueurs et intelligents. Ils sont généralement très sociables, appréciant la compagnie humaine ou familiale ainsi que la compagnie d'autres animaux domestiques (par exemple les chiens, rats, ou même de cochons). Ils ne nécessitent pas de brossage, mais ont besoin de soins de peau spéciaux pour les protéger du soleil direct et des conditions particulièrement froides.

## Apparence
Vue de dessus, la tête d'un Levkoy Ukrainien ressemble à un pentagone aux contours légers, un peu plus long que large, où la longueur du museau ne représente que le tiers de la longueur de la tête. Le front est plutôt bas et le crâne est long et plat. Des pommettes et des sourcils proéminents forment les contours anguleux de la tête. Le profil de la tête du chat est « étagé » sur deux niveaux. Les lignes supérieures de l'arête du nez et de la tête sont presque parallèles. Les yeux sont en amandes. Les moustaches sont bouclées, peuvent être brièvement cassées, et le cou est de longueur moyenne, musclé et légèrement arqué de l'épaule à la base du crâne.

## Défauts et disqualification
Le gène FD est évident dans l'organisme du chat homozygote, les deux parents peuvent provoquer des maladies osseuses telles que l'arthrite ou des déformations osseuses.
La disqualification résulte de défauts de structures nées ou de yeux louches. Les autres seront disqualifiés conformément au règlement du spectacle. Par exemple, une tête trop courte ou ronde, des yeux ronds, un corps court « cobby », un menton faible ou un comportement stressant.